# Abbacadabra
Abbacadabra es el nombre de un musical francés de 1983, basado en las canciones de ABBA y escrito por los hermanos Alain y Daniel Boublil.

## Versión Francesa
Fue una producción para la TV de Francia, que consistía en 14 canciones de ABBA con nuevas letras en francés por Alain y Daniel Boublil, y la historia fue basada en cuentos de hadas clásicos como La bella durmiente, Cenicienta, Pinocho, Blancanieves, entre otros. El cast estuvo integrado por niños y famosos cantantes de Francia como Fabienne Thibeault, Daniel Balavoine, Plastic Bertrand, Maurice Barrier, Daniel Boublil (como 'Daniel Beaufixe'), Francoise Pourcel (como Marie Framboise), Catherine Ferry, Stéphane Le Navelan, Stéphane Boublil (hija de Alain), Clémentine Autain y Emmanuelle Pailly.
Frida de ABBA fue invitada para cantar la parte de Belle au bois dormant (La bella durmiente), y grabó la canción Belle (una versión de la canción instrumental de ABBA de 1976 "Arrival") con Daniel Balavoine.
Abbacadabra fue originalmente transmitido en el canal francés TF1 en la Navidad de 1983.

### Canciones
1. Qu'est-ce que je vais faire plus tard (Lo que haré más tarde) / When I Kissed The Teacher
2. Delivrés (Emitido) / The Visitors
3. Abbacadabra / Take A Chance On Me
4. Mon nez mon nez (Mi nariz nariz) / Money, Money, Money
5. Tête d'alumette (La cabeza del partido) / Super-Trouper
6. Carabosse super show / Dancing Queen
7. Imagine moi (Me imagina) / I Wonder (Departure)
8. Pareils et mêmes (Lo mismo y lo mismo) / I Let The Music Speak
9. L'enfant do (Los niños hacen) / Fernando
10. Lachez mes cassettes (Dejar de lado mis cintas) / I'm A Marionette
11. Belle (Fine) / Arrival
12. Envoyez le générique (Envía el genérico) / Thank You For The Music
13. Gare au loup (Tenga cuidado con el lobo) / Waterloo
14. La planète amour (Planeta Amor) / Lay All Your Love On Me

## Versión Inglesa
Cameron Mackintosh decidió producir una versión inglesa del show de TV con letras de David Wood y Don Black. Benny Andersson y Björn Ulvaeus, quienes escribieron las canciones de ABBA, contribuyeron con una nueva canción, The Seeker, y Frida grabó Time; una versión en inglés de "Belle"/"Arrival" como un dueto junto con B.A. Robertson.
El musical se estrenó el 8 de diciembre de 1983, en el teatro Lyric Hammersmith de Londres, mezclando buenas críticas y casa-llena por 8 semanas, cerrando el 21 de enero de 1984. Entre los actores se encontraban Elaine Paige, Michael Praed, Finola Hughes, B.A. Robertson and Jenna Russell. Elaine Paige grabó el sencillo "Like An Image Passing By" (una versión de la canción de ABBA My Love, My Life).

### Canciones
1. Another World (Otro mundo) / Take A Chance On Me
2. Battle Of The Brooms (Batalla De Las Escobas) / Money, Money, Money
3. I Am The Seeker (Soy el buscador)
4. I Can Pull Some Strings (Puedo mover algunos hilos) / The Piper
5. Going Going Gone (Se va se va se fue) / On And On And On
6. Making Magic (Haciendo Magia) / Super Trouper
7. When Dreamers Close Their Eyes (Cuando soñadores cierran los ojos) / Like An Angel Passing Through My Room
8. Belonging (Perteneciente) / I Let The Music Speak
9. Back Home Now (Vuelve a la portada Ahora) / Fernando
10. Carabosse Supershow / Dancing Queen
11. Think Of Something Fast (Pensar en algo rápido) / I'm A Marionette
12. Time (Hora) / Arrival
13. Like An Image Passing By (Como una imagen que pasa por) / My Love, My Life
14. Thank You For The Magic (Gracias Por La Magia) / Thank You For The Music

## Otras Versiones
Una versión en holandés de este musical fue grabado a finales de 1984 con José Hoebee y Marga Scheide y fue transmitido en TV en 1985.
Una versión en portugués fue también hecha para la televisión en 1984.
- Datos: Q2820226